# Hanshin Tigers
Hanshin Tigers (jap. 阪神タイガース Hanshin Taigāsu) – japoński klub baseballowy z miasta Nishinomiya, występujący w zawodowej lidze Nippon Professional Baseball w Lidze Centralnej. 
Klub powstał w 1936 roku pod nazwą Ōsaka Tigers, którą w późniejszym okresie zmieniał kilkakrotnie na Hanshin (1940–1944) i ponownie na Ōsaka Tigers (1946–1960). Od 1961 występuje jako Hanshin Tigers.

## Sukcesy
- Zwycięstwa w Japan Series (2):
1985, 2023[1]
- Zwycięstwa w Central League (7):
1962, 1964, 1985, 2003, 2005, 2014, 2023
- Zwycięstwa w Japanese Baseball League (4):
1937 (jesień), 1938 (wiosna), 1944, 1947